# Aleksandr Ivanov
Aleksandr Ivanov (russisk: Алекса́ндр Гаври́лович Ивано́в) (født 31. juli 1898 i Davydovo i det Russiske Kejserrige, død 20. august 1984 i Sankt Petersborg i Sovjetunionen) var en sovjetisk filminstruktør og manuskriptforfatter.

## Filmografi
- Stjernen (Звезда, 1949)[1][2]
- Soldaty (Солдаты, 1956)
- Podnjataja tselina (Поднятая целина, 1959)